# Amoncourt
Amoncourt ist eine französische Gemeinde im Département Haute-Saône in der Region Bourgogne-Franche-Comté.

## Geographie
Amoncourt liegt auf einer Höhe von 245 m über dem Meeresspiegel, sechs Kilometer nordnordöstlich von Port-sur-Saône und etwa 14 Kilometer nordwestlich der Stadt Vesoul (Luftlinie). Das Dorf erstreckt sich im zentralen Teil des Departements, an erhöhter Lage am Rand des Plateaus südlich der Talniederung der Lanterne und östlich der Saône.
Die Fläche des 4,04 km² großen Gemeindegebiets umfasst einen Abschnitt im Bereich des oberen Saônetals. Der nördliche Gemeindeteil wird von der Talebene der Lanterne eingenommen, die wenig unterhalb von Amoncourt in die Saône mündet. Die Alluvialniederung liegt durchschnittlich auf 215 m. Ehemalige Sand- und Kiesgruben nördlich der Lanterne sind mit Wasser gefüllt (Étang Grand Emprunt und Étang Vernayes) und sind heute als Naturschutzgebiet ausgewiesen oder werden für den Wassersport genutzt. Nach Südosten leitet eine 30 bis 40 m hohe Geländestufe zum angrenzenden Plateau über, das aus einer Wechsellagerung von sandig-mergeligen und kalkigen Sedimenten der mittleren Jurazeit besteht. Mit 272 m wird auf diesem Plateau die höchste Erhebung von Amoncourt erreicht. Das Gebiet zeigt ein lockeres Gefüge von Acker- und Wiesland sowie Waldflächen.
Zu Amoncourt gehört die Siedlung La Chavassonne (220 m) am östlichen Talrand der Saône. Nachbargemeinden von Amoncourt sind Fleurey-lès-Faverney im Norden und Osten, Villers-sur-Port und Chaux-lès-Port im Süden sowie Conflandey im Westen.

## Geschichte
Im Mittelalter gehörte Amoncourt zur Freigrafschaft Burgund und darin zum Gebiet des Bailliage d’Amont. Eine lokale Adelsfamilie ist seit dem 14. Jahrhundert belegt. Im Jahr 1477 wurde Amoncourt von den Lothringern verwüstet. Zusammen mit der Franche-Comté gelangte das Dorf mit dem Frieden von Nimwegen 1678 definitiv an Frankreich. Heute ist Amoncourt Mitglied des Gemeindeverbandes Terres de Saône.

## Sehenswürdigkeiten

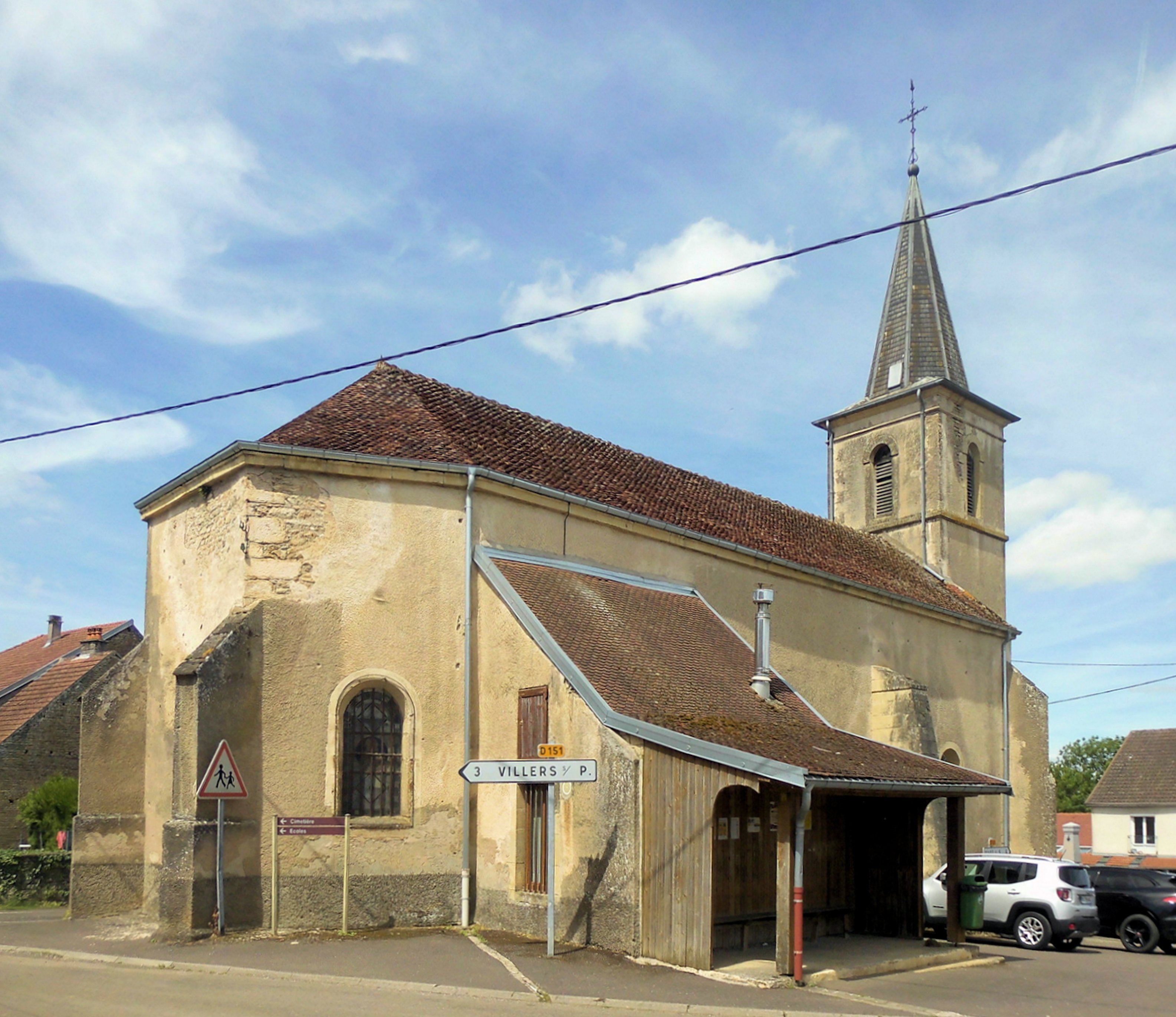
Kirche Saint-Martin

Die Kirche Saint-Martin in Amoncourt stammt aus dem 17. und 18. Jahrhundert. Zur Ausstattung gehören ein Holzkruzifix aus dem 16. Jahrhundert, Grabplatten sowie Altäre und Gemälde aus dem 18. Jahrhundert. 
Von der mittelalterlichen Burg sind Ruinen erhalten. 
Die ehemalige Markthalle wurde im 17. Jahrhundert errichtet.

## Bevölkerung
| Jahr                       | 1962 | 1968 | 1975 | 1982 | 1990 | 1999 | 2006 | 2018 |
| Einwohner                  | 400  | 400  | 318  | 288  | 321  | 304  | 313  | 279  |
| Quellen: Cassini und INSEE |      |      |      |      |      |      |      |      |

Mit 268 Einwohnern (1. Januar 2022) gehört Amoncourt zu den kleineren Gemeinden des Départements Haute-Saône. Nachdem die Einwohnerzahl in der ersten Hälfte des 20. Jahrhunderts im Bereich zwischen 260 und 320 Personen gelegen hatte, wurde während der 1950er Jahre ein Bevölkerungswachstum verzeichnet. Seither ist der Trend insgesamt wieder leicht rückläufig.

## Wirtschaft und Infrastruktur
Amoncourt war bis weit ins 20. Jahrhundert hinein ein vorwiegend durch die Landwirtschaft (Ackerbau, Obstbau und Viehzucht) geprägtes Dorf. Heute gibt es einige Betriebe des lokalen Kleingewerbes. In den letzten Jahrzehnten hat sich das Dorf zu einer Wohngemeinde gewandelt. Viele Erwerbstätige sind deshalb Wegpendler, die in den größeren Ortschaften der Umgebung und in der Agglomeration Vesoul ihrer Arbeit nachgehen.
Der Ort liegt abseits der größeren Durchgangsachsen an einer Departementsstraße, die von Port-sur-Saône nach Fleurey-lès-Faverney führt. Weitere Straßenverbindungen bestehen mit Baulay und Villers-sur-Port. Durch das Gemeindegebiet verläuft die 1858 eröffnete Eisenbahnlinie von Vesoul nach Langres. Der nächste Bahnhof befindet sich in Port-sur-Saône.